# スリーレイクスカントリークラブ
スリーレイクスカントリークラブ（Three Lakes Country Club）は、三重県いなべ市にあるゴルフ場である。

## 概要
「スリーレイクスカントリークラブ」は、三重県の最北端、岐阜県と滋賀県に接し、鈴鹿国定公園の鈴鹿山脈の北部、中央を員弁川が流れ、日本三百名山で関西百名山の藤原岳を望む、織田信長に攻められ廃城になった山口城などの歴史の香るロケーションの所にある。
1970年代中期、員弁町（現在のいなべ市）畑新田地区に新たなゴルフ場の建設を始め、コース設計はピーター・W・トムソン（Peter William Thomson）が行い、18ホール規模のゴルフ場の造成工事が着工され、1977年（昭和52年）12月2日、造成工事が完了し、スリーレイクスカントリークラブ、18ホール規模のゴルフ場が開場した。
ピーター・W・トムソンは、1929年8月23日、オーストラリアメルボルン生、1954年に25歳で初メジャー全英オープン選手権に優勝して3連勝、その後も2回優勝し合計5回優勝した。その後、世界中のツアーで優勝、そうした経験がコース設計にも生かされている。設計コースは、世界各地に170コース以上あり、日本では13コースの実績がある。
コースは、樹齢100年を超える松に囲まれた林間コースで、バンカーやクリークなどが巧みに配置された戦略性が高く、中部地区屈指の難コースといわれている。また、スリーレイクスカントリークラブでは、日本女子プロゴルフ協会が主催する女子ゴルフトーナメント大会の一つ、「日本女子プロ東西対抗」が、1979年（昭和54年）第6回大会から1981年（昭和56年）第8回まで3回開催した実績がある。

## 所在地
〒511-0203 三重県いなべ市員弁町畑新田字溜岸1-1

## コース情報
- 開場日 - 1977年12月2日
- 設計者 - ピーター・トムソン
- 面積 - 1,040,000m2（約31.4万坪）
- コースタイプ - 林間コース
- コース - 18ホールズ、パー72、6,945ヤード、コースレート73.8
- フェアウェー - コウライ
- ラフ - ノシバ
- グリーン - 1グリーン、ベント（ペンクロス）
- ハザード - バンカー100、池が絡むホール7
- ラウンドスタイル - 全組キャディ付、電磁誘導カートか歩いての選択制、1組4人が原則、状況によりツーサム可、乗用カート(5人乗り)リモコン式
- 練習場 - 10打席230ヤード
- 休場日 - 毎週月曜日、12月31日、1月1日[2][3]

## クラブ情報
- ハウス面積 - 3,232m2（坪）
- ハウス設計 - 前川国男建築設計事務所
- ハウス施工 - 鹿島建設株式会社[2][3]

## ギャラリー
- コース - 「スリーレイクスカントリークラブ」、コース紹介、2021年11月17日閲覧

## 交通アクセス
- 鉄道 - 近鉄名古屋線 - 桑名駅より タクシー利用 約30分[4]
- 道路 - 東名阪自動車道 - 桑名東ICより 13Km 約20分[4]

## トーナメント開催情報
- 1979年（昭和54年） - 第6回 日本女子プロ東西対抗[5]
- 1980年（昭和55年） - 第7回 日本女子プロ東西対抗[6]
- 1981年（昭和56年） - 第8回 日本女子プロ東西対抗[7]

## 関連文献
- 『ゴルフ場ガイド 西版』、2006-2007、「スリーレイクスカントリークラブ」、東京 ゴルフダイジェスト社、2006年5月、2021年11月17日閲覧